# Рималт, Элимелех-Шимон
Элимелех-Шимон Рималт (ивр. אלימלך-שמעון רימלט‎; род. 1 ноября 1907 года, Галиция, Австро-Венгрия — 5 ноября 1987 года, Израиль) — израильский политик, депутат кнессета (2, 3, 4, 5, 6, 7, 8 созывы) от Партии Общих сионистов, Либеральной партии блока ГАХАЛ и партии Ликуд.

## Биография
Родился 1 ноября 1907 года в Галиции, в еврейской семье Шмуэля и Цилы (урожд. Зискинд) Рималт. По линии отца происходит из раввинской семьи. Получил традиционное еврейское образование: учился в хедере, затем в Бейт-Мидраше и иешиве. Получил сан раввина. Кроме того, получил достойное светское образование. Окончил факультет философии Венского университета, получил степень доктора философских наук.
Был активен в сионистском движении Австрии, стал основателем движения «Акива» в этой стране. Занимал пост председателя студенческой сионистской организации в Вене. В 1933 году женился на Вильме Гельман. Занимал пост председателя отдела Венской еврейской общины (1938-39).
Репатриировался в Палестину в 1939 году, начал работать в образовательной сфере, занимая пост директора начальной и средней школы «Охэль-Шем» в Рамат-Гане. Вступил в Хагану. В 1943 году перешел на работу в мэрию Рамат-Гана, где возглавил отдел образования.
Представлял партию Общих сионистов на двадцатом и двадцать втором сионистских конгрессах в Цюрихе и Базеле. В 1955 году вошел в городской совет Рамат-Гана, работал заместителем мэра города. Был председателем рабочего объединения Общих сионистов в 1952-1965 годах.
Писал статьи для газеты «Ха-Бокер». Написал книгу о семитских языках (1933 году).
В 1951 году был избран в кнессет 2-го созыва от Партии общих сионистов, от этой же партии избирался в кнессет 3-го и 4-го созывов. После избирался в кнессет от либеральной партии (5 созыв), блока «ГАХАЛ» (6, 7 созывы) и от Ликуда (8 созыв).
Работал во множестве различных парламентских комиссий: комиссия по образованию и культуре (2, 4, 5, 6, 7 созывы), комиссия по труду (2, 3, 5 созывы), комиссии по иностранным делам и безопасности (1-8 созывы) и в домашней комиссии кнессета (2 созыв).
В кнессете 8-го созыва возглавлял фракцию Ликуда. Председательствовал в комиссии по образованию и культуре (4, 6, 7).
В ходе формирования правительства национального единства, которое возглавила Голда Меир Рималт получил пост министра связи (15 декабря 1969 года — 6 августа 1970 года). В августе 1970 года, вместе с другими министрами от Ликуда, вышел из состава правительства, а его министерский портфель достался Шимону Пересу.
Скончался 5 ноября 1987 года в возрасте восьмидесяти лет.